# São Gregório Magno na Via Magliana Nova (título cardinalício)
O Título cardinalício de São Gregório Magno na Via Magliana Nova foi instituido pelo Papa João Paulo II em 21 de fevereiro de 2001.
A igreja titular deste título é San Gregorio Magno alla Magliana Nuova, no quartiere Portuense de Roma.

## Titulares
- Geraldo Majella Agnelo (2001 - 2023)
- Jaime Spengler, O.F.M. (desde 2024)